# Автобан A9 (Швейцарія)
Автомагістраль A9, автомагістраль у західній Швейцарії, є розділеною магістраллю, що сполучає Балег (на північному заході) з південно-західною Швейцарією. Є частиною національної дороги N9.
На більшості ділянок це двоколійне шосе як розділене шосе (розділені напрямки). N9/A9 проходить від Балег на французькому кордоні через Веве, Сьйон, Бриг на перевал Сімплон до Цвішбергена на італійському кордоні. Лінія Сьєр-Гамзен все ще будується і не проїзна. Будівництво цих 31 км коштуватиме 2.270 мільйонів швейцарських франків: вона фінансується на 4 % кантоном Вале та на 96 % федеральним урядом Швейцарії.